# 鄭德維
鄭德維（1995年10月08日—）為臺灣男子籃球運動員，場上位置為前鋒，最後效力於超級籃球聯賽裕隆納智捷。
鄭德維是屏東里港人，國小二年級開始接觸籃球，高中就讀屏東高中資優班，因為身高突出在體育課時被教練李致乘拉進籃球校隊、開始接受正規籃球訓練，與陳昱瑞、曾勇誥、朱冠宇與張瑋帆被稱作「屏中五虎」，高中畢業後升學至臺北市立大學體育系，研究所前往世新大學廣電系就讀。2021年7月在P. LEAGUE+新人選秀會第三輪被高雄鋼鐵人選中，8月18日與高雄鋼鐵人完成簽約。2023年7月31日，鄭德維與鋼鐵人的合約期滿，鋼鐵人不執行球隊選擇權而成為自由球員。8月3日，TSNA報導鄭德維加盟超級籃球聯賽裕隆納智捷。

## 外部連結
- 鄭德維在fiba3x3.com（英语）
- 鄭德維在P. LEAGUE+
- 鄭德維在Eurobasket.com（球員）（英语）
- 鄭德維在Flashscore（英语）